# Michael Kmit
Michael Kmit (Stryj, 25 luglio 1910 – Sydney, 22 maggio 1981) è stato un pittore ucraino, ha trascorso venticinque anni in Australia, introducendo in questo paese lo stile neobizantino e vincendo diversi premi, tra i quali il Blake Prize for Religious Art nel 1952 ed il Sir John Sulman Prize sia nel 1957 che nel 1970. Il critico d'arte James Gleeson lo ha definito uno dei più sontuosi coloristi del nostro secolo..

## L'arrivo in Australia
Mychajlo Kmit ha studiato all'Accademia di Belle Arti di Cracovia, ma, a causa dello scoppio della Seconda guerra mondiale dovette lasciare il suo paese per trovarsi come sfollato a Innsbruck, dove conobbe sua moglie Dorothea (Edda) nel 1945. I due si sposarono a Landeck per poi trasferirsi a Bregenz dove nacquero le due  figlie, Xenia nel 1946 e Tatiana nel 1948. Subito dopo la guerra, Kmit continuò a perfezionare la sua arte diventando allievo del cubista francese Fernand Léger a Parigi e con l'italiano Carlo Carrà in Italia.
Kmit emigrò in Australia nel 1949 come parte del programma postbellico di immigrazione in Australia del governo australiano. Fu assunto con un contratto di due anni per un lavoro selezionato appositamente per lui dall'ufficio di collocamento australiano. Inizialmente lavorò in una fabbrica di cemento a Villawood nel Nuovo Galles del Sud e poi come impiegato delle ferrovie. Tuttavia, dopo il suo incontro con gli artisti australiani James Gleeson e Paul Haefliger, che furono entusiasti del suo stile personale, Kmit venne introdotto nei più importanti circoli artistici australiani, entrando in contatto con artisti come Donald Friend e Russell Drysdale. 
Grazie ai suoi nuovi amici che lo aiutarono a trovare una nuova sistemazione, Kmit entrò a far parte in pianta stabile del cosiddetto Merioola Group (noto anche come Sydney Charm School), una comunità di artisti australiani che aveva residenza in una villa in stile vittoriano nei sobborghi di Sidney. Così, lavorando di giorno come lavorante presso le ferrovie, di notte poteva continuare a dipingere, cominciando ad affermarsi come uno dei più promettenti artisti australiani. Visse con la famiglia ad Elizabeth Bay fino a quando non decise di trasferirsi negli Stati Uniti.

## Lo stile artistico
Lo stile di Kmit, ispirato all'arte bizantina ed alle sue icone religiose, fu ben accolta in Australia sia per il suo approccio innovativo che per i suoi soggetti. Etichettata come neo-bizantina la sua pittura integra la tecnica del ritratto stilizzato con le forme geometriche del cubismo e del costruttivismo aggiungendo linee e colori molto vividi.